# 쏘울 푸드 (영화)
《쏘울 푸드》(Soul Food)는 미국에서 제작된 조지 틸만 주니어 감독의 1997년 드라마 영화이다. 폭스 2000 픽처스에 의해 개봉되었다. 바네사 윌리암스 등이 주연으로 출연하였고 트레이시 E. 에드몬즈 등이 제작에 참여하였다.

## 출연

### 주연
- 바네사 윌리암스
- 비비카 A. 폭스
- 니아 롱
- 마이클 비치
- 메키 파이퍼
- 브랜든 하몬드

### 조연
- 제프리 D. 샘스
- 지나 라베라
- 일마 P. 홀

## 기타
- Line PD: 르웰린 웰스
- 공동제작: 마이클 맥퀀
- 미술: 맥신 쉐파드
- 의상: 살바도어 페레즈 주니어
- 배역: 로비 리드-흄즈